# 麥可·赫茲 (製片人)
麥可·赫茲（英語：Michael Herz，1949年5月9日—），美國男製片人、導演和編劇。他和勞埃德·考夫曼共同成立了全球經營時間最長的獨立片商特羅馬娛樂，兩人也合力製作了多部電影。

## 生平
赫茲出生於紐約市。在耶魯大學念書時結識了勞埃德·考夫曼，兩個人起初相處並不融洽。考夫曼說，兩人有所交集的唯一原因是赫茲擁有彈珠台，而考夫曼是他們宿舍裡唯一擁有電視的人。兩人在考夫曼執導的首部長片《女孩歸來》（1969年）中合作，這是赫茲和考夫曼的友人瑪莉絲（Maris，赫茲未來的妻子）罕見客串的電影。
從耶魯大學畢業後，赫茲繼續在紐約大學學習法律。雖然他精通法律，但暗中懷有成為編劇的願望。女友瑪莉絲帶赫茲去看考夫曼擔任製片經理的《超级迪克》（1971年）。赫茲留下了深刻的印象，與考夫曼取得了聯繫，並受僱製作了1973年的電影《小甜餅》。
1974年，赫茲和他的商業夥伴考夫曼創立了特羅馬娛樂。此後從《三后一王》（1979年）起，兩人開始共同執導數部特羅馬原創電影，知名作品如《毒魔復仇》（1984年）、《流氓太保》（1986年）和《特羅馬之戰》（1988年）。直到1990年的《紐約殺人機器》，赫茲放棄了導演的職權，專注於公司的業務領域。
赫茲最知名的是對公眾的羞怯，讓考夫曼成為特羅馬的公眾形象。除了在《流氓太保》系列中短暫露面外，赫茲多數仍留在鏡頭後面。每當特羅馬宣傳影片需要赫茲出場或當考夫曼不在時，「麥可·赫茲」的角色就會由特羅馬知名的500磅重演員喬·弗萊沙克扮演。
他和妻子瑪莉絲育有一個女兒史隆（Sloane）。

## 外部連結
- 麥可·赫茲在互联网电影资料库（IMDb）上的資料（英文）